# مسلم شلتوت
مسلم شلتوت (9 مايو 1946) عالم ومفكر مصري، نائب رئيس الاتحاد العربي لعلوم الفضاء والفلك، أستاذ بحوث الشمس والفضاء في جامعة المنوفية بمصر، كاتب مستقل حول مواضيع إستراتيجية وطنية ومشاريع في مجال البحث العلمي وتطوير التكنولوجيا، والطاقة والبيئة وعضو في جمعية الاعجاز العلمي. راعي فكرة إنشاء وكالة فضاء عربية.
حصل على درجتي الماجستير والدكتوراه في فيزياء الشمس، تم أعير للتدريس في جامعة الملك عبد العزيز بالسعودية. قام بتصميم أول حفار مصري كان من المفترض اشتراكه ضمن مركبة فضائية لغزو المريخ، تعطل العمل بسبب عدم وجود تمويل كاف لهذا المشروع بعد اعتذار مصر، تعاون فيه مع وكالة ناسا بعد ذلك إيطاليا. رشحه الدكتور أحمد زويل لقيادة فريق بحث مصري في استخدام القمر الصناعي الأمريكي جراس لرصد مخزون المياه الجوفية في الصحراء. تم إدراج اسمه ضمن موسوعة الشخصيات البارزة في تاريخ مصر تقديرا لنجاحه في إعداد أول أطلس للإشعاع الشمسي في مصر. كما اختير ضمن أفضل علماء القرن العشرين في الموسوعة البريطانية.

## وصلات خارجية
- موقع مسلم شلتوت
- مسلم شلتوت..علم الفلك وتوحيد رؤية الأهلة على يوتيوب، برنامج مباشر مع، قناة الجزيرة مباشر، 11 أغسطس 2009